# Ausable River
Ausable River – rzeka w południowo-zachodniej części kanadyjskiej prowincji Ontario, uchodząca w Port Franks (na wysokości 176 m n.p.m.) do jeziora Huron. Płynie przez hrabstwa Perth, Huron, Middlesex i Lambton.

## Nazwa
Nazwa jest angielską kalką francuskiej Rivière aux sables – czyli „rzeki piaszczystej”. W języku angielskim brzmiała ona pierwotnie Au Sables River, co na początku XX w. zostało skondensowane do formy Ausable River.

## Charakterystyka
Źródła Ausable River znajdują się na wysokości 334 m n.p.m. na morenowym wzgórzu na północ od miejscowości Staffa, położonej na terenie gminy (ang. municipality) West Perth. Płynie ona w większości terenem nizinnym, licznymi zakolami. Długość cieku wynosi 240 km, jednak z uwagi na meandrujące koryto, aktualne ujście rzeki do jeziora Huron dzielą od jej źródeł w linii prostej jedynie 64 km. Średni spadek rzeki wynosi 0,73 ‰, zaś powierzchnia jej dorzecza 1142 km².
Dość głęboki wąwóz utworzony przez rzekę w rejonie Arkony, zwany Ausable Gorge, oraz wodospady w rejonie Rock Glen (zwane Glen Falls) odsłoniły w korycie rzeki dolomity i łupki pochodzące sprzed ok. 350 mln lat, ze środkowego dewonu, bogate w skamieniałości. Szereg z nich możemy oglądać w lokalnym Indian artifacts and Fossil Museum w Arkonie. Oblicza się, że od czasu ustąpienia z tego terenu ostatniego lodowca (ok. 13 tys. lat temu) erozyjne działanie wody przesunęło strefę wodospadów ok. 400 m w górę rzeki.

## Historia
Pierwotnie rzeka, płynąc od rejonu dzisiejszej Arkony w kierunku północnym, w rejonie obecnego Grand Bend uchodziła do jeziora Huron. Formujące się ok. 6 tys. lat temu pasy wydm, biegnące równolegle do brzegu jeziora, osady nanoszone przez prądy wodne jeziora (od północy), a także znaczne ilości osadów niesionych przez samą rzekę zablokowały w pewnym momencie jej ujście. To zmusiło ją do zmiany kierunku (późniejsza osada Grand Bend – Wielki Zakręt) i poszukania sobie nowego koryta, biegnącego w kierunku południowo-zachodnim, równolegle do brzegów jeziora (dzisiejszy Old Ausable Channel). Zmniejszenie spadku rzeki i spowolnienie jej biegu doprowadziły do „uwięzienia” za pasem wydm znacznych ilości wody, podniesienie się poziomu wód gruntowych, a w rezultacie utworzenie dwóch sporych, choć płytkich jezior, zwanych Lake Burwell i Lake Smith.
W II połowie XIX w. Canada Company podjęła szeroko zakrojone prace melioracyjne w dolnym biegu rzeki, mające na celu osuszenie rozległych błot w jej otoczeniu. W tym celu 1875 r. wykonano przekop (ang. „cut”) od południowego krańca mokradeł zwanych Thedford Marsh (lub Thedford Bog), prowadzący wody rzeki wprost do Port Franks. Ów przekop, o głębokości ok. 2 m większej niż dawne koryto rzeki, zdrenował mokradła Thedford Marsh i osuszył jezioro Burwell, pozwalając na zamianę tych terenów na pola uprawne i pastwiska. Kilkukilometrowy fragment koryta Ausable River poniżej przekopu zanikł, zaś dalej dawne koryto rzeki prowadziło już tylko wody jej największego prawobrzeżnego dopływu, strumienia Parkhill Creek. Wykonywał on jak dawniej ostry zakręt w Grand Bend, po czym płynąc na południowy zachód równolegle do brzegów Huronu (dzisiejszy Old Ausable Channel) uchodził do Ausable River w samym Port Franks.
Działania te natychmiast spowodowały kłopoty dla osady Port Franks. Od chwili, gdy Ausable River nie uchodziła już do jeziora Burwell, a tym bardziej nie płynęła w kierunku Grand Bend, niesione przez nią osady, a wiosną obfita kra, nie osadzały się już na rozległym obszarze jeziora, lecz kierowały się wprost do przekopu. Powodowało to jego szybkie zamulanie, zaś wiosną zatory lodowe, zagrażające osadnikom w Port Franks.
Na początku lat 1890. mieszkańcy Grand Bend postanowili wybudować w swej osadzie przystań. W tym celu w 1892 r. wykonali kolejny przekop, długości ok. 400 m, prowadzący wody strumienia Parkhill Creek wprost do jeziora. W ten sposób skrócono bieg tego cieku wodnego, odcinając w Port Franks ostatni, 14-kilometrowy fragment jego koryta, biegnący równolegle do brzegów Huronu – Old Ausable Channel.
W 1907 r. Rock Glen Power Company zbudowała w miejscowości Rock Glen niewielką zaporę na Ausable River. Spiętrzone nią wody napędzały turbinę małej elektrowni wodnej. Zarządzana następnie przez Ontario Hydro elektrownia zakończyła działalność krótko po II wojnie światowej. W odpowiedzi na skargi wędkarzy, którzy wskazywali, że tama uniemożliwia rybom wędrówkę w górę rzeki na tarło, pododdział armii kanadyjskiej wysadził zaporę w powietrze. Jej pozostałości są do dziś widoczne w korycie rzeki.

## Środowisko przyrodnicze
Rzeka i jej brzegi stanowi środowisko, w którym żyje szereg rzadkich gatunków zwierząt i roślin. M. in. w jej dolnym biegu stwierdzono występowanie trzech gatunków ptaków, 11 gatunków gadów (w tym żółwiak kolcowaty – jeden z największych słodkowodnych żółwi Ameryki Północnej), kilku gatunków ryb, trzech gatunków słodkowodnych małży oraz 11 gatunków roślin o statusie “zagrożony”.